# Eredivisie 2020/21 (mannenvoetbal)/Transfers winter
Dit is een lijst van transfers uit de Nederlandse Eredivisie in de winterstop van het seizoen 2020/21. Hierin staan alleen transfers die clubs uit de Eredivisie hebben voltooid.
De transferperiode duurde van 4 januari 2021 tot 2 februari 2021. Deals mogen op elk moment van het jaar gesloten worden, maar de transfers zelf mogen pas in de transferperiodes plaatsvinden. Er kunnen ook uitgaande deals buiten een transferperiode plaatsvinden, omdat in sommige landen een andere transferperiode wordt gehanteerd. Transfervrije spelers (spelers zonder club) mogen op elk moment van het jaar gecontracteerd worden.
| Speler                  | Nationaliteit                      | Oude club                       | Nieuwe club                   | Extra                                           |
| ----------------------- | ---------------------------------- | ------------------------------- | ----------------------------- | ----------------------------------------------- |
| Issah Abass             | Ghana                              | 1. FSV Mainz 05                 | FC Twente                     | Gehuurd                                         |
| Paulos Abraham          | Zweden                             | AIK Solna                       | FC Groningen                  | Gehuurd +                                       |
| Bobby Adekanye          | Nederland / Nigeria                | Cádiz CF                        | ADO Den Haag                  | (Was gehuurd), wordt gehuurd van Lazio Roma     |
| Shawn Adewoye           | België / Nigeria                   | KRC Genk                        | RKC Waalwijk                  | Onbekend bedrag                                 |
| Luka Adžić              | Servië                             | Ankaragücü                      | FC Emmen                      | (Was gehuurd), wordt gehuurd van RSC Anderlecht |
| Grégoire Amiot          | Frankrijk                          | Falkenbergs FF                  | Fortuna Sittard               | Was gehuurd                                     |
| Daniel Arzani           | Australië / Iran                   | FC Utrecht                      | Aarhus GF                     | (Gehuurd), was gehuurd van Manchester City      |
| Donis Avdijaj           | Kosovo / Duitsland                 | FC Emmen                        | AEL Limasol                   | Onbekend bedrag                                 |
| Hidde ter Avest         | Nederland                          | Udinese                         | FC Utrecht                    | Transfervrij                                    |
| Marouan Azarkan         | Nederland / Marokko                | Feyenoord                       | NAC Breda                     | Gehuurd                                         |
| Aliou Baldé             | Senegal                            | Diambars FC de Saly             | Feyenoord                     | Onbekend bedrag                                 |
| Remco Balk              | Nederland                          | FC Groningen                    | FC Utrecht                    | Onbekend bedrag                                 |
| Naoufal Bannis          | Nederland / Marokko                | Feyenoord                       | FC Dordrecht                  | Gehuurd                                         |
| Aaron Bastiaans         | Nederland                          | VVV-Venlo                       | Helmond Sport                 | Gehuurd                                         |
| Sven van Beek           | Nederland                          | Feyenoord                       | Willem II                     | Gehuurd                                         |
| Roy Beerens             | Nederland                          | Vitesse                         | Einde carrière                | Gestopt                                         |
| Benaissa Benamar        | Marokko / Nederland                | Telstar                         | FC Utrecht                    | Onbekend bedrag                                 |
| Benson                  | België                             | Royal Antwerp                   | PEC Zwolle                    | Gehuurd                                         |
| Nigel Bertrams          | Nederland                          | FC Groningen                    | PEC Zwolle                    | Onbekend bedrag                                 |
| Per Kristian Bråtveit   | Noorwegen                          | Djurgårdens IF                  | FC Groningen                  | Gehuurd *                                       |
| Dario Van den Buijs     | België                             | Beerschot Voetbalclub Antwerpen | Fortuna Sittard               | Gehuurd *                                       |
| Thomas Buitink          | Nederland                          | Vitesse                         | PEC Zwolle                    | Gehuurd                                         |
| Görkem Can              | Turkije                            | FC Groningen                    | Denizlispor                   | Transfervrij                                    |
| Michael Chacón          | Nederland / Colombia               | FC Emmen                        | Atlético Nacional             | Onbekend bedrag                                 |
| Jeremy Cijntje          | Nederland                          | Heracles Almelo                 | Waasland Beveren              | Gehuurd                                         |
| Max Clark               | Engeland                           | Vitesse                         | Hull City                     | Transfervrij                                    |
| Jasper Dahlhaus         | Nederland                          | Willem II                       | FC Eindhoven                  | Gehuurd                                         |
| Djenairo Daniels        | Nederland                          | PSV                             | FC Utrecht                    | Transfervrij                                    |
| Filip Delaveris         | Noorwegen                          | Vitesse                         | SK Brann                      | Onbekend bedrag                                 |
| Halil Dervişoğlu        | Turkije / Nederland                | FC Twente                       | Brentford FC                  | Was gehuurd                                     |
| Djibril Dianessy        | Frankrijk / Mali                   | Fortuna Sittard                 | MVV Maastricht                | Gehuurd                                         |
| Stan van Dijck          | Nederland                          | VVV-Venlo                       | Roda JC Kerkrade              | Gehuurd                                         |
| Anastasios Donis        | Griekenland / Engeland             | Stade de Reims                  | VVV-Venlo                     | Gehuurd                                         |
| Christos Donis          | Griekenland                        | Ascoli Calcio                   | VVV-Venlo                     | Gehuurd                                         |
| Ferdy Druijf            | Nederland                          | AZ                              | KV Mechelen                   | Gehuurd                                         |
| Dimitrios Emmanouilidis | Griekenland                        | Panathinaikos                   | Fortuna Sittard               | Gehuurd                                         |
| Emilio Estevez Tsai     | Chinees Taipei / Spanje            | ADO Den Haag                    |                               | Transfervrij                                    |
| Juan Familia-Castillo   | Nederland / Dominicaanse Republiek | AZ                              | Chelsea FC                    | Was gehuurd                                     |
| Juan Familia-Castillo   | Nederland / Dominicaanse Republiek | Chelsea FC                      | ADO Den Haag                  | Gehuurd                                         |
| Martin Fraisl           | Oostenrijk                         | SV Sandhausen                   | ADO Den Haag                  | Transfervrij                                    |
| Elias Frei              | Turkije / Zwitserland              | FC Luzern                       | FC Emmen                      | Transfervrij                                    |
| Kerim Frei              | Turkije / Zwitserland              | Istanbul Başakşehir             | FC Emmen                      | Transfervrij                                    |
| Leroy George            | Nederland                          | Baniyas SC                      | Fortuna Sittard               | Transfervrij                                    |
| Paul Gladon             | Nederland                          | Willem II                       | FC Emmen                      | Transfervrij                                    |
| Tomislav Gomelt         | Kroatië                            | FC Crotone                      | ADO Den Haag                  | Transfervrij                                    |
| Kristopher Da Graca     | Zweden                             | IFK Göteborg                    | VVV-Venlo                     | Onbekend bedrag                                 |
| Teun van Grunsven       | Nederland                          | RKC Waalwijk                    | FC Den Bosch                  | Amateurcontract                                 |
| Leon Guwara             | Duitsland / Gambia                 | FC Utrecht                      | VVV-Venlo                     | Gehuurd                                         |
| Tibor Halilović         | Kroatië                            | HNK Rijeka                      | sc Heerenveen                 | € 01.500.000                                    |
| Sébastien Haller        | Frankrijk                          | West Ham United                 | Ajax                          | € 22.500.000                                    |
| Ariel Harush            | Israël / Spanje                    | FC Nitra                        | sc Heerenveen                 | Transfervrij                                    |
| Ramon Hendriks          | Nederland                          | Feyenoord                       | NAC Breda                     | Gehuurd                                         |
| Jorrit Hendrix          | Nederland                          | PSV                             | Spartak Moskou                | € 00700.000                                     |
| Klaas-Jan Huntelaar     | Nederland                          | Ajax                            | Schalke 04                    | Transfervrij                                    |
| Melih İbrahimoğlu       | Turkije / Oostenrijk               | Rapid Wien                      | Heracles Almelo               | Onbekend bedrag                                 |
| Oussama Idrissi         | Nederland / Marokko                | Sevilla FC                      | Ajax                          | Gehuurd                                         |
| Jarosław Jach           | Polen                              | Fortuna Sittard                 | Raków Częstochowa             | (Gehuurd), was gehuurd van Crystal Palace       |
| Daryl Janmaat           | Nederland                          | Watford FC                      | ADO Den Haag                  | Transfervrij                                    |
| Anco Jansen             | Nederland                          | FC Emmen                        | NAC Breda                     | Transfervrij                                    |
| Victor Jensen           | Denemarken                         | Ajax                            | FC Nordsjælland               | Gehuurd                                         |
| Alexander Jeremejeff    | Zweden / Rusland                   | FC Twente                       | BK Häcken                     | Was gehuurd van Dynamo Dresden                  |
| George Johnston         | Schotland                          | Feyenoord                       | Wigan Athletic                | Gehuurd                                         |
| Siem de Jong            | Nederland                          | FC Cincinnati                   | sc Heerenveen                 | Transfervrij                                    |
| Rami Kaib               | Zweden                             | IF Elfsborg                     | sc Heerenveen                 | € 00500.000                                     |
| Nikos Karelis           | Griekenland                        | ADO Den Haag                    | Panetolikos                   | Transfervrij                                    |
| Roy Kuijpers            | Nederland                          | Vitesse                         | FC Den Bosch                  | Gehuurd                                         |
| Ahmed Kutucu            | Turkije                            | Schalke 04                      | Heracles Almelo               | Gehuurd                                         |
| Lazaros Lamprou         | Griekenland                        | FC Twente                       | PAOK Saloniki                 | Was gehuurd                                     |
| Clint Leemans           | Nederland                          | PEC Zwolle                      | De Graafschap                 | Gehuurd                                         |
| Evert Linthorst         | Nederland                          | VVV-Venlo                       | Al-Ittihad Kalba              | € 00600.000                                     |
| Justin Lonwijk          | Nederland                          | FC Utrecht                      | Viborg FF                     | Gehuurd *                                       |
| Derrick Luckassen       | Nederland                          | PSV                             | Kasımpaşaspor                 | Gehuurd                                         |
| Virgil Misidjan         | Nederland                          | 1. FC Nürnberg                  | PEC Zwolle                    | Transfervrij                                    |
| Youness Mokhtar         | Marokko / Nederland                | Columbus Crew                   | ADO Den Haag                  | Transfervrij                                    |
| Ravel Morrison          | Engeland / Jamaica                 | ADO Den Haag                    |                               | Transfervrij                                    |
| Luciano Narsingh        | Nederland                          | Feyenoord                       | FC Twente                     | Gehuurd                                         |
| Branislav Niňaj         | Slowakije                          | Fortuna Sittard                 | ACS Sepsi OSK Sfântu Gheorghe | Onbekend bedrag                                 |
| Noah Ohio               | Nederland                          | RB Leipzig                      | Vitesse                       | Gehuurd                                         |
| Thijs Oosting           | Nederland                          | AZ                              | RKC Waalwijk                  | Gehuurd                                         |
| Alois Oroz              | Kroatië                            | FC Liefering                    | Vitesse                       | Onbekend bedrag                                 |
| Syb van Ottele          | Nederland                          | N.E.C.                          | sc Heerenveen                 | Onbekend bedrag                                 |
| Yassin Oukili           | Nederland                          | Vitesse                         | RKC Waalwijk                  | Onbekend bedrag                                 |
| Thomas Poll             | Nederland                          | FC Groningen                    | FC Dordrecht                  | Gehuurd                                         |
| Lucas Pratto            | Argentinië                         | River Plate                     | Feyenoord                     | Gehuurd                                         |
| Andrei Rațiu            | Roemenië                           | ADO Den Haag                    | Villarreal CF                 | Was gehuurd                                     |
| Jean-Pierre Rhyner      | Zwitserland / Peru                 | Cádiz CF                        | FC Emmen                      | Gehuurd *                                       |
| Dante Rigo              | België                             | ADO Den Haag                    | PSV                           | Was gehuurd                                     |
| Dante Rigo              | België                             | PSV                             | Jong PSV                      |                                                 |
| Evan Rottier            | Nederland                          | ADO Den Haag                    | TOP Oss                       | Gehuurd                                         |
| Dylan Ryan              | Australië                          | Willem II                       | Melbourne Victory             | Gehuurd                                         |
| Collin Seedorf          | Nederland                          | FC Emmen                        | FC Eindhoven                  | Amateurcontract                                 |
| Lindon Selahi           | België / Albanië                   | FC Twente                       | Willem II                     | Gehuurd *                                       |
| Meritan Shabani         | Kosovo / Duitsland                 | Wolverhampton Wanderers         | VVV-Venlo                     | Gehuurd                                         |
| Andreas Skovgaard       | Denemarken                         | Örebro SK                       | sc Heerenveen                 | Was gehuurd                                     |
| Andreas Skovgaard       | Denemarken                         | sc Heerenveen                   |                               | Transfervrij                                    |
| Elias Sierra            | België                             | KRC Genk                        | Heracles Almelo               | Onbekend bedrag                                 |
| Jorrit Smeets           | Nederland                          | Fortuna Sittard                 | Almere City FC                | Onbekend bedrag                                 |
| Ian Smeulers            | Nederland                          | Feyenoord                       | Willem II                     | Gehuurd                                         |
| Mickaël Tirpan          | België                             | Kasımpaşaspor                   | Fortuna Sittard               | Gehuurd                                         |
| Didier La Torre         | Peru                               | Allianza Lima                   | FC Emmen                      | Transfervrij                                    |
| Adnan Ugur              | België / Turkije                   | Fortuna Sittard                 | FC Dordrecht                  | Gehuurd                                         |
| Marko Vejinović         | Nederland / Servië                 | Arka Gdynia                     | ADO Den Haag                  | Transfervrij                                    |
| Dylan Vente             | Nederland                          | Feyenoord                       | Roda JC Kerkrade              | Gehuurd                                         |
| Thibaud Verlinden       | België                             | Stoke City                      | Fortuna Sittard               | Onbekend bedrag                                 |
| Michael Verrips         | Nederland                          | Sheffield United                | FC Emmen                      | Gehuurd                                         |
| Jari Vlak               | Nederland                          | FC Volendam                     | FC Emmen                      | Onbekend bedrag                                 |
| Jordy Wehrmann          | Nederland                          | Feyenoord                       | FC Luzern                     | Gehuurd *                                       |
| Mike te Wierik          | Nederland                          | Derby County                    | FC Groningen                  | Onbekend bedrag                                 |
| Michael Woud            | Nieuw-Zeeland / Nederland          | Almere City FC                  | Willem II                     | Was gehuurd                                     |
| Michael Woud            | Nieuw-Zeeland / Nederland          | Willem II                       | Almere City FC                | Onbekend bedrag                                 |
| John Yeboah             | Duitsland                          | Willem II                       | Almere City FC                | Gehuurd *                                       |
| Michael Zetterer        | Duitsland                          | PEC Zwolle                      | Werder Bremen                 | Was gehuurd                                     |

* Optie tot koop
+ Met verplichte optie tot koop, contract tot medio 2026
2007/08 (zomer · winter) · 
2008/09 (zomer · winter) · 
2009/10 (zomer · winter) · 
2010/11 (zomer · winter) · 
2011/12 (zomer · winter) · 
2012/13 (zomer · winter) · 
2013/14 (zomer · winter) · 
2014/15 (zomer · winter) · 
2015/16 (zomer · winter) · 
2016/17 (zomer · winter) ·
2017/18 (zomer · winter) ·
2018/19 (zomer · winter) ·
2019/20 (zomer · winter) ·
2020/21 (zomer · winter) ·
2021/22 (zomer · winter) ·
2022/23 (zomer · winter) ·
2023/24 (zomer · winter) ·
2024/25 (zomer · winter) ·